# سميح عصفورة
سميح عصفورة (1942 – 9 ديسمبر 2012) هو ضابط مخابرات وقاضٍ عسكري أردني، تولّى رئاسة دائرة المخابرات العامة الأردنية خلال عام 2005 في واحدة من أكثر الفترات حساسية أمنيًا في تاريخ المملكة، وذلك عقب تفجيرات عمّان الإرهابية. اشتُهر بنزاهته وحنكته القانونية، وبرز اسمه أيضًا عندما ترأس المحكمة العسكرية الخاصة التي حاكمت مدير المخابرات الأسبق سميح البطيخي سنة 2003.

## النشأة والتعليم
وُلد سميح عصفورة في محافظة المفرق شمال شرقي الأردن، حوالي عام 1942. نشأ في بيئة محافظة وتلقى تعليمه الأساسي فيها، قبل أن ينتقل إلى العاصمة عمّان لإكمال دراسته الجامعية. التحق بكلية الحقوق، وحصل على شهادة جامعية في القانون، مما وفّر له أساسًا قانونيًا قويًا ساعده لاحقًا في عمله داخل الأجهزة الأمنية وفي المجال القضائي العسكري.

## الحياة المهنية المبكرة
التحق عصفورة بدائرة المخابرات العامة في سبعينيات القرن العشرين، وعمل كضابط ميداني في عدد من الأقسام الحيوية داخل الجهاز. تميّز بفهمه العميق للجوانب القانونية في العمل الأمني، فكان مرجعًا في المسائل القانونية المعقّدة المرتبطة بالتحقيقات والملاحقات الأمنية. ومع تراكم خبرته، تولّى قيادة عدد من الإدارات الحساسة، ما جعله أحد الضباط المخضرمين في الجهاز. في عام 2003، برز اسمه على نطاق وطني حين ترأس المحكمة العسكرية الخاصة التي نظرت في قضية اللواء سميح البطيخي، مدير المخابرات الأسبق، والمتهم بالفساد. وقد أدار عصفورة الجلسات بحزم ونزاهة، وهو ما عزز سمعته كقاضٍ عسكري يحترم سيادة القانون حتى في قضايا ذات حساسية سياسية وأمنية عالية.

### رئاسة دائرة المخابرات العامة
في أعقاب التوتر الأمني الذي أعقب تفجيرات فنادق عمّان في 9 نوفمبر 2005، والتي تبناها تنظيم القاعدة في العراق بقيادة أبو مصعب الزرقاوي، قام الملك عبد الله الثاني بإجراء تغييرات في القيادات الأمنية العليا. وفي 6 مايو 2005، صدر قرار بتعيين سميح عصفورة مديرًا عامًا لدائرة المخابرات العامة الأردنية، خلفًا للمشير سعد خير.
رغم أن فترة ولايته كانت قصيرة – امتدت حتى 20 ديسمبر 2005 فقط – إلا أنها كانت حاسمة. تولّى خلالها قيادة التحقيقات في واحدة من أعنف الهجمات الإرهابية التي شهدها الأردن، وأسهم في تفكيك الشبكة الإرهابية التي نفّذت التفجيرات، بما في ذلك اعتقال ساجدة الريشاوي، إحدى المفجّرات التي فشلت في تنفيذ عمليتها، خلال أيام من الحادث. قدّم عصفورة استقالته في ديسمبر من العام ذاته، وعُزيت رسميًا إلى أسباب صحية تتعلق بمتاعب في القلب، ليخلفه في المنصب اللواء محمد الذهبي. وقد اعتُبر تعيينه من البداية مرحلة انتقالية هدفها الحفاظ على تماسك الجهاز وإعادة ترتيب صفوفه عقب الهجمات.
رغم قصر فترة ولايته، يُنسب لعصفورة أنه حافظ على استقرار الجهاز الأمني في فترة انتقالية دقيقة، وقاد غرفة العمليات التي تعاملت مع تفجيرات عمّان وأشرف حينها على التحقيقات الأمنية التي أسفرت عن الكشف السريع لهوية المنفذين وشركائهم، وأدار عملية مراجعة داخلية للسياسات الأمنية داخل الجهاز، بوشر بها قبل تقاعده واستكملها خلفه.
تميّز سميح عصفورة خلال حياته المهنية بالنزاهة والاعتدال والانضباط، ولم تُسجّل بحقه أي قضية فساد أو جدل شخصي. حتى عند مغادرته المنصب، حافظ على علاقة طيبة مع الدولة وابتعد عن أي تصريحات إعلامية مثيرة للجدل. يرى بعض المحللين أن استقالته ربما كانت نتيجة اختلاف في وجهات النظر حول إصلاح بعض السياسات داخل الجهاز، لكن الرواية الرسمية بقيت أن الاستقالة جاءت لأسباب صحية.

## الوفاة
في 9 ديسمبر 2012، توفي اللواء سميح عصفورة عن عمر يناهز 70 عامًا بعد معاناة مع مشاكل في القلب. أُقيمت له جنازة رسمية، صُلّي عليه في مسجد الملك الحسين بالعاصمة عمّان، ودُفن في مقبرة صويلح بحضور رسمي وعسكري. نُعي بوصفه أحد رجالات الوطن الذين خدموا بصمت وتفانٍ. وفي العام نفسه، أنعم عليه الملك عبد الله الثاني بوسام اليوبيل الفضي تكريمًا لمكانته العسكرية ودوره في خدمة الوطن.